# Ogcocephalus corniger
Ogcocephalus corniger  (лат.) — вид лучепёрых рыб из семейства нетопырёвых.

## Внешний вид и строение
Максимальная длина тела 23 см. Тело коричневого цвета, равномерно покрыто мелкими бледными пятнами. Отличается от Ogcocephalus pumilus большими размерами и мясистыми подушечками на нижней поверхности грудных плавников.

## Распространение и места обитания
Населяет западную часть Атлантического океана: от Северной Каролины до Мексиканского залива и южных Багамских островов. Морская придонная рыба, обитающая на песчаных грунтах на глубине 29—230 м.